# Lista das cidades mais populosas da América do Sul

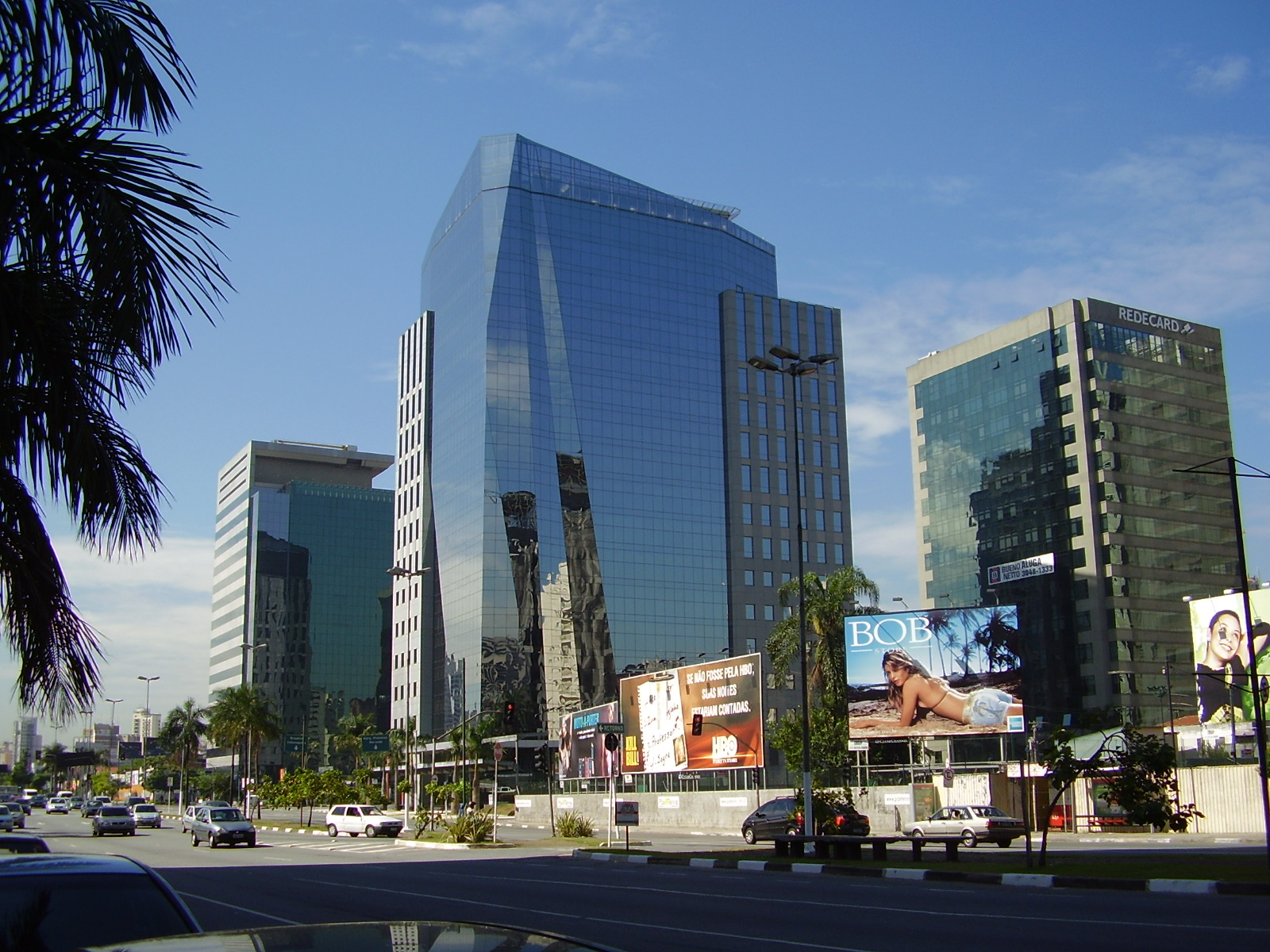
São Paulo, a cidade mais populosa da América do Sul.

Este anexo inclui a lista das maiores cidades da América do Sul, isto é, a relação das maiores cidades em termos de população absoluta localizadas na América do Sul. Há também a quantidade de habitantes da região metropolitana à qual a cidade pertence, se for o caso. São listadas as cidades com mais de 1 milhão de habitantes e as regiões metropolitanas com mais de 2 milhões de habitantes, totalizando 31 cidades.
O Brasil, que tem a maior população sul-americana, lidera a lista com quatorze municípios. Depois vem a Colômbia e a Venezuela com quatro cidades cada, seguidas de Argentina, Equador e Bolívia com duas cada, e por último estão o Chile, Peru e Uruguai, representados por suas respectivas capitais. Cidades paraguaias, surinamesa, guianesa e da Guiana Francesa não aparecem nesta lista. Notavelmente, há diferenças de critérios sobre o que se constitui cidade a cada país. A exemplo dos EUA, condados como Detroit, que compreendem várias cidades, são tidos como grandes mesmo sua população sendo menor que municípios da América do Sul.

## Lista
Cidades em negrito são capitais de seus respectivos países.
| Pos. | Cidade                  | População  | População metropolitana | País      |
| ---- | ----------------------- | ---------- | ----------------------- | --------- |
| 1    | São Paulo               | 12.325.232 | 21.242.939              | Brasil    |
| 2    | Lima                    | 8.500.842  | 8.482.619               | Peru      |
| 3    | Bogotá                  | 6.840.116  | 7.881.156               | Colômbia  |
| 4    | Rio de Janeiro          | 6.747.815  | 11.812.482              | Brasil    |
| 5    | Santiago                | 4.434.900  | 6.257.354               | Chile     |
| 6    | Caracas                 | 3.205.463  | 5.329.355               | Venezuela |
| 7    | Buenos Aires            | 3.090.922  | 13.170.145              | Argentina |
| 8    | Brasília                | 3.055.149  | 3.506.967               | Brasil    |
| 9    | Fortaleza               | 2.574.412  | 4.019.213               | Brasil    |
| 10   | Salvador                | 2.568.298  | 3.948.145               | Brasil    |
| 11   | Belo Horizonte          | 2.521.564  | 5.031.438               | Brasil    |
| 12   | Medellín                | 2.508.452  | 3.312.165               | Colômbia  |
| 13   | Guayaquil               | 2.484.009  | 3.228.534               | Equador   |
| 14   | Cáli                    | 2.383.392  | 2.601.052               | Colômbia  |
| 15   | Manaus                  | 2.219.580  | 2.568.817               | Brasil    |
| 16   | Maracaibo               | 1.990.559  | 3.754.183               | Venezuela |
| 17   | Valência                | 1.899.026  | 2.296.861               | Venezuela |
| 18   | Curitiba                | 1.948.626  | 3.261.168               | Brasil    |
| 19   | Quito                   | 1.753.278  | 1.842.201               | Equador   |
| 20   | Recife                  | 1.695.727  | 3.770.634               | Brasil    |
| 21   | Santa Cruz de la Sierra | 1.567.492  | 1.774.998               | Bolívia   |
| 22   | Goiânia                 | 1.536.097  | 3.959.807               | Brasil    |
| 23   | Belém (Pará)            | 1.499.641  | 2.102.097               | Brasil    |
| 24   | Porto Alegre            | 1.488.252  | 4.317.508               | Brasil    |
| 25   | Barquisimeto            | 1.408.733  | 1.852.875               | Venezuela |
| 26   | Guarulhos               | 1.337.082  | 21.242.939              | Brasil    |
| 27   | Montevidéu              | 1.331.729  | 1.868.335               | Uruguai   |
| 28   | Córdoba                 | 1.329.604  | 1.513.200               | Argentina |
| 29   | Barranquilla            | 1.224.374  | 1.694.675               | Colômbia  |
| 30   | Grande Concepción       | 1.189.870  | 1.189.870               | Chile     |
| 31   | Campinas                | 1.173.370  | 2.633.523               | Brasil    |
| 32   | São Luís                | 1.082.935  | 1.526.213               | Brasil    |
| 33   | São Gonçalo             | 1.044.058  | 11.812.482              | Brasil    |
| 34   | Cartagena               | 1.025.086  | 1.025.086               | Colômbia  |
| 35   | Maceió                  | 1.021.709  | 1.392.854               | Brasil    |
| 36   | Maracay                 | 1.005.606  | 1.181.130               | Venezuela |

## De 500 mil a 1 milhão de habitantes
| Posição | Cidade                  | População | País      |
| ------- | ----------------------- | --------- | --------- |
| 37      | Ciudad Guayana          | 980.080   | Venezuela |
| 38      | Barcelona               | 965.989   | Venezuela |
| 39      | El Alto                 | 923.639   | Bolívia   |
| 40      | Duque de Caxias         | 886.917   | Brasil    |
| 41      | Natal                   | 877.662   | Brasil    |
| 42      | Arequipa                | 869.351   | Peru      |
| 43      | Campo Grande            | 863.982   | Brasil    |
| 44      | Teresina                | 847.430   | Brasil    |
| 45      | Grande Valparaíso       | 824.006   | Chile     |
| 46      | São Bernardo do Campo   | 822.242   | Brasil    |
| 47      | Maturín                 | 821.955   | Venezuela |
| 48      | João Pessoa             | 801.718   | Brasil    |
| 49      | Trujillo                | 799.550   | Peru      |
| 50      | Nova Iguaçu             | 797.435   | Brasil    |
| 51      | Ciudad Bolívar          | 780.953   | Venezuela |
| 52      | Cumaná                  | 774.706   | Venezuela |
| 53      | Rosário                 | 748.312   | Argentina |
| 54      | La Paz                  | 743.684   | Bolívia   |
| 55      | Santo André             | 712.749   | Brasil    |
| 56      | San Cristóbal           | 704.820   | Venezuela |
| 57      | La Plata                | 699.523   | Argentina |
| 58      | Osasco                  | 696.382   | Brasil    |
| 59      | São José dos Campos     | 695.992   | Brasil    |
| 60      | San Miguel de Tucumán   | 694.327   | Argentina |
| 61      | Jaboatão dos Guararapes | 691.125   | Brasil    |
| 62      | Cochabamba              | 678.047   | Bolívia   |
| 63      | Ribeirão Preto          | 674.405   | Brasil    |
| 64      | Uberlândia              | 669.672   | Brasil    |
| 65      | Mar del Plata           | 664.892   | Argentina |
| 66      | Cúcuta                  | 662.765   | Colômbia  |
| 67      | Barinas                 | 655.413   | Venezuela |
| 68      | Contagem                | 653.800   | Brasil    |
| 69      | Sorocaba                | 652.481   | Brasil    |
| 70      | Soledad                 | 648.949   | Colômbia  |
| 71      | Aracaju                 | 641.523   | Brasil    |
| 72      | Feira de Santana        | 622.639   | Brasil    |
| 73      | Chiclayo                | 600.440   | Peru      |
| 74      | Cabimas                 | 599.108   | Venezuela |
| 75      | Cuiabá                  | 585.367   | Brasil    |
| 76      | Joinville               | 569.645   | Brasil    |
| 77      | Ibagué                  | 564.077   | Colômbia  |
| 78      | Juiz de Fora            | 559.636   | Brasil    |
| 79      | Salta                   | 554.125   | Argentina |
| 80      | Londrina                | 553.393   | Brasil    |
| 81      | Soacha                  | 533.718   | Colômbia  |
| 82      | Aparecida de Goiânia    | 532.135   | Brasil    |
| 83      | Bucaramanga             | 528.575   | Colômbia  |
| 84      | Assunção                | 524.190   | Paraguai  |
| 85      | Porto Velho             | 511.219   | Brasil    |
| 86      | Ananindeua              | 510.834   | Brasil    |
| 87      | Villavicencio           | 505.996   | Colômbia  |

## De 300 mil a 500 mil habitantes
| Posição | Cidade                | População | País      |
| ------- | --------------------- | --------- | --------- |
| 88      | Santa Marta           | 499.257   | Colômbia  |
| 89      | Niterói               | 497.883   | Brasil    |
| 90      | Belford Roxo          | 494.141   | Brasil    |
| 91      | Serra                 | 494.109   | Brasil    |
| 92      | Campos dos Goytacazes | 487.186   | Brasil    |
| 93      | Vila Velha            | 479.664   | Brasil    |
| 94      | Caxias do Sul         | 479.236   | Brasil    |
| 95      | Florianópolis         | 477.798   | Brasil    |
| 96      | Punto Fijo            | 477.017   | Venezuela |
| 97      | Pereira               | 474.356   | Colômbia  |
| 98      | Bello                 | 473.384   | Colômbia  |
| 99      | Valledupar            | 473.232   | Colômbia  |
| 100     | Puerto la Cruz        | 472.231   | Venezuela |
| 101     | Macapá                | 465.495   | Brasil    |
| 102     | Grande Temuco         | 460.824   | Chile     |
| 103     | São João de Meriti    | 460.541   | Brasil    |
| 104     | Lanús                 | 459.263   | Argentina |
| 105     | Mauá                  | 457.696   | Brasil    |
| 106     | Montería              | 454.032   | Colômbia  |
| 107     | Pasto                 | 450.815   | Colômbia  |
| 108     | São José do Rio Preto | 446.649   | Brasil    |
| 109     | Iquitos               | 437.376   | Peru      |
| 110     | Piura                 | 436.440   | Peru      |
| 111     | Santos                | 434.359   | Brasil    |
| 112     | Mogi das Cruzes       | 429.321   | Brasil    |
| 113     | Cusco                 | 427.218   | Peru      |
| 114     | Betim                 | 422.354   | Brasil    |
| 115     | Buenaventura          | 415.640   | Colômbia  |
| 116     | Diadema               | 415.180   | Brasil    |
| 117     | Grande La Serena      | 412.586   | Chile     |
| 118     | Campina Grande        | 407.754   | Brasil    |
| 119     | Jundiaí               | 405.740   | Brasil    |
| 120     | Maringá               | 403.063   | Brasil    |
| 121     | Guarenas              | 399.290   | Venezuela |
| 122     | Manizales             | 398.874   | Colômbia  |
| 123     | Montes Claros         | 398.288   | Brasil    |
| 124     | Carapicuíba           | 394.465   | Brasil    |
| 125     | Piracicaba            | 394.419   | Brasil    |
| 126     | Olinda                | 390.144   | Brasil    |
| 127     | Cariacica             | 384.621   | Brasil    |
| 128     | Antofagasta           | 380.695   | Chile     |
| 129     | Rio Branco            | 377.057   | Brasil    |
| 130     | Chimbote              | 371.012   | Peru      |
| 131     | Anápolis              | 370.875   | Brasil    |
| 132     | Bauru                 | 369.368   | Brasil    |
| 133     | Huancayo              | 364.725   | Peru      |
| 134     | Vitória               | 359.555   | Brasil    |
| 135     | Caucaia               | 358.164   | Brasil    |
| 136     | São Vicente           | 357.989   | Brasil    |
| 137     | Itaquaquecetuba       | 356.774   | Brasil    |
| 138     | Caruaru               | 351.686   | Brasil    |
| 139     | Los Teques            | 351.466   | Venezuela |
| 140     | Vitória da Conquista  | 346.069   | Brasil    |
| 141     | Neiva                 | 345.911   | Colômbia  |
| 142     | Franca                | 344.704   | Brasil    |
| 143     | Blumenau              | 343.715   | Brasil    |
| 144     | Pelotas               | 343.651   | Brasil    |
| 145     | Canoas                | 342.634   | Brasil    |
| 146     | Ponta Grossa          | 341.130   | Brasil    |
| 147     | Mérida                | 340.303   | Venezuela |
| 148     | Petrolina             | 337.683   | Brasil    |
| 149     | Cuenca                | 331.888   | Equador   |
| 150     | Boa Vista             | 326.419   | Brasil    |
| 151     | Ribeirão das Neves    | 325.846   | Brasil    |
| 152     | Paulista              | 325.590   | Brasil    |
| 153     | Uberaba               | 325.279   | Brasil    |
| 154     | Cascavel              | 316.226   | Brasil    |
| 155     | Ciudad Ojeda          | 315.283   | Venezuela |
| 156     | Corrientes            | 314.546   | Argentina |
| 157     | Guarujá               | 313.421   | Brasil    |
| 158     | Palmira               | 308.671   | Colômbia  |
| 159     | Santo Domingo         | 305.632   | Equador   |
| 160     | Taubaté               | 305.174   | Brasil    |
| 161     | Praia Grande          | 304.705   | Brasil    |
| 162     | São José dos Pinhais  | 302.759   | Brasil    |
| 163     | Georgetown            | 300.360   | Guiana    |